# Ludolf Grisebach
Johann Ludolf Grisebach (* 18. Dezember 1905 in Charlottenburg; † 26. Oktober 1973 in München) war ein deutscher Filmeditor.

## Leben und Wirken
Grisebach war ein Sohn des Diplomaten und Schriftstellers Eduard Grisebach und dessen Frau Anna, geb. Mattuschka. Über seine Ausbildung ist derzeit nichts bekannt. Mit Anbruch des Tonfilmzeitalters begann er als Schnittmeister zu arbeiten und war seit der Machtergreifung an einer Fülle von nicht sonderlich hochklassigen Filmen unterschiedlichster Couleur beteiligt. Zu seinen Regisseuren gehörten einige Spitzenvertreter der NS-Filmbranche, darunter Hans Schweikart, G. W. Pabst, Theo Lingen, Veit Harlan und Helmut Käutner. Nach dem Krieg fand der in München beheimatete Grisebach nur noch selten Beschäftigung beim bundesdeutschen Unterhaltungskino, zuletzt nur noch beim Dokumentar- und Industriefilm.
Ludolf Grisebach war ab 1945 mit Hildegard Maria Scholz verheiratet. Er starb 1973 im Kreiskrankenhaus München-Pasing.

## Filmografie
- 1933: Der Zarewitsch
- 1934: Mutter und Kind
- 1934: Ein schwerer Junge (Kurzfilm)
- 1934: Selbst ist der Mann (Kurzfilm)
- 1934: Rosen aus dem Süden
- 1934: Die Sporck’schen Jäger
- 1934: Vorstadtvarieté
- 1935: Krach im Hinterhaus
- 1936: Der Abenteurer von Paris
- 1936: Weiße Sklaven
- 1937: Die Warschauer Zitadelle
- 1937: Der Schimmelkrieg in der Holledau
- 1938: Scheidungsreise
- 1938: Spaßvögel
- 1939/41: Pedro soll hängen
- 1940: Herz ohne Heimat
- 1941: Komödianten
- 1941: Anuschka
- 1942: Das große Spiel
- 1942: Einmal der liebe Herrgott sein
- 1943: Der unendliche Weg
- 1943: Das Lied der Nachtigall
- 1943: Ich brauche dich
- 1944/48: Frech und verliebt
- 1944/49: Das Gesetz der Liebe
- 1944/49: Die Nacht der Zwölf
- 1953: Rummelplatz der Liebe
- 1954: Unternehmen Edelweiß
- 1954: Oase
- 1955: Flucht in die Dolomiten
- 1957: Hongkong – Insel im roten Meer (Dokumentarfilm)
- 1958: Paradies und Feuerofen (Dokumentarfilm)
- 1959: Jugend unterwegs (Dokumentarfilm)
- 1961: Zwei Geschichten aus Paris (Dokumentarfilm)
- 1961: Die zwei Seiten einer Brücke (Dokumentarfilm)
- 1964: Indem wir dienen … (Dokumentarfilm)